# Sven Bouland
Sven Bouland (Oosterwolde, 22 februari 2006) is een Nederlands voetballer die doorgaans als verdediger speelt. Hij komt uit voor FC Groningen.

## Carrière
Bouland werd gescout door FC Groningen bij het Oosterwoldse JV Oostenburg en doorliep de gehele jeugdopleiding. Op 5 juni 2024 tekende Bouland op 18-jarige leeftijd zijn eerste profcontract bij Groningen. Hij debuteerde op 9 augustus 2024, in de eerste speelronde van de Eredivisie tegen NAC Breda (4-1). Hij mocht in de rust invallen voor Marvin Peersman.

## Interlandcarrière
Bouland speelde met het Nederlands elftal onder 19 kwalificatiewedstrijden voor het EK Onder 19 van 2024 tegen Kazachstan en Oekraïne. Hij mocht tegen Kazachstan invallen voor Givairo Read en tegen Oekraïne startte hij in de basis, waarna hij na een helft werd gewisseld voor Mats Rots.

## Statistieken
| Seizoen | Club         | Competitie | Competitie | Competitie | Beker | Beker | Overig | Overig | Totaal | Totaal |
| Seizoen | Club         | Competitie | Wed.       | Dlp.       | Wed.  | Dlp.  | Dlp.   | Dlp.   | Wed.   | Dlp.   |
| ------- | ------------ | ---------- | ---------- | ---------- | ----- | ----- | ------ | ------ | ------ | ------ |
| 2024/25 | FC Groningen | Eredivisie | 2          | 0          | 0     | 0     | 0      | 0      | 2      | 0      |
| Totaal  | Totaal       | Totaal     | 2          | 0          | 0     | 0     | 0      | 0      | 2      | 0      |

Bijgewerkt op 8 maart 2025.